# 九江南站
九江南站原名茅山头站，位于江西省九江市浔阳区茅头山，是京九铁路的一座火车站，等级为五等站，距北京西站1317公里，距常平站998公里，本站及相邻上下行区间均为电气化区段。车站建于1996年，现不办理客、货运营业。